# Termoplástico

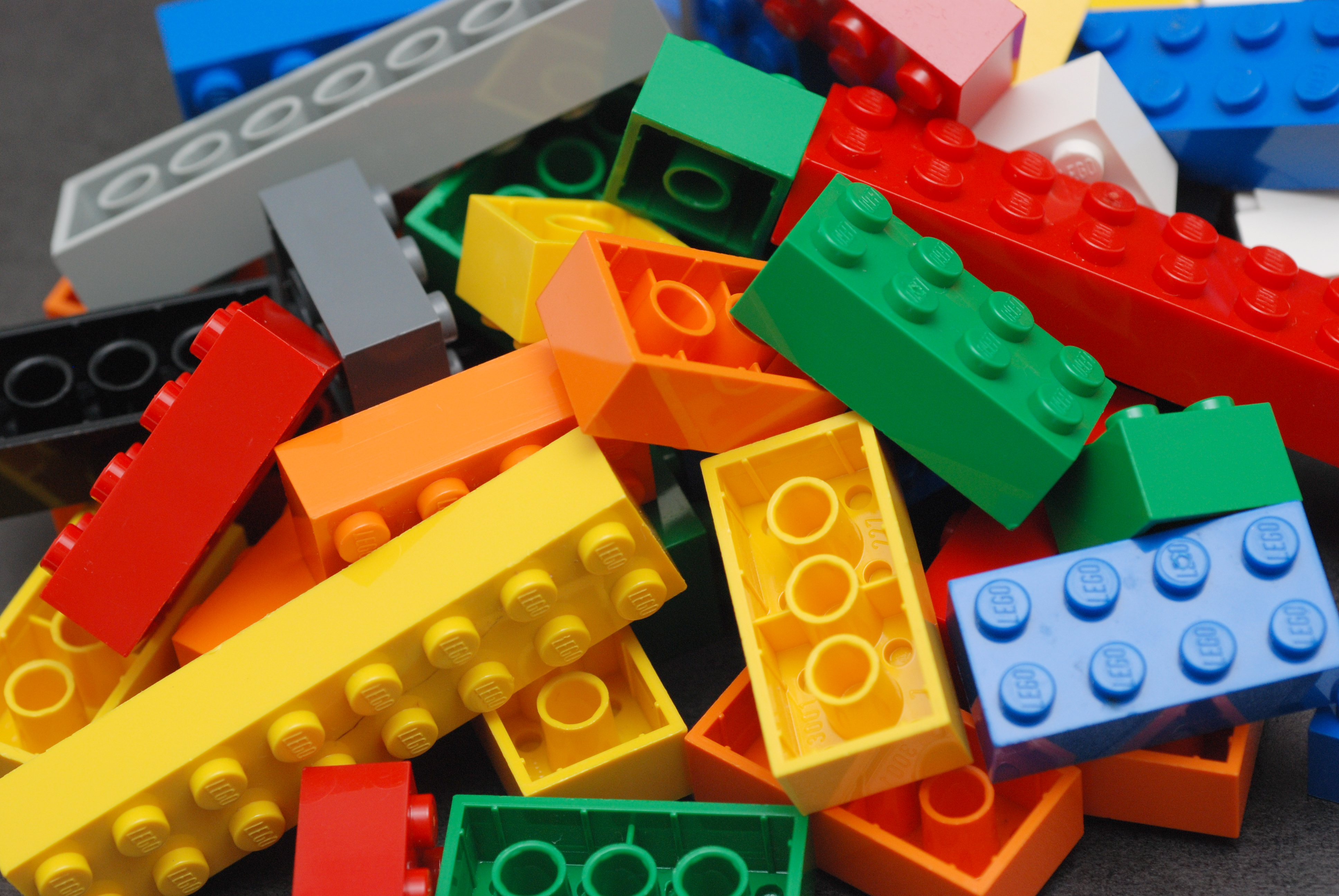
Blocos de "Lego", exemplo de uso de termoplástico.

Termoplástico é um plástico (polímero artificial) que, a uma dada temperatura, apresenta alta viscosidade podendo ser conformado e moldado. Antes de atingir o estado fundido passam por uma transição vítrea. Exemplos de termoplásticos são o polipropileno, o polietileno, o polimetilmetacrilato (ou acrílico) e o policloreto de vinil (popularmente conhecido como PVC), entre outros.

## Visão geral
O termoplástico, é um material polimérico sintético, que, quando sujeito à ação de calor, facilmente se deforma podendo ser remodelado e novamente solidificado mantendo a sua nova estrutura. Isto significa que, os plásticos quando divididos em termoplásticos e termofixos, os primeiros são altamente recicláveis ao contrário dos termofixos. Isto acontece porque as cadeias macromoleculares dos termoplásticos se encontram ligadas por Forças de van der Waals ou por Ligações de Hidrogênio que se quebram por acção do calor, fundindo-se o material. Ao ser novamente resfriado, voltam a ser restabelecidas as suas ligações intermoleculares, não havendo desta forma quebra das ligações covalentes dos monómeros que formam as macromoléculas.
Diferente dos termofixos, os termoplásticos não curam e podem ser fundidos facilmente com o calor (entre 135°C e 250°C, dependendo do polímero) e endurecidos novamente com o resfriamento a temperatura ambiente. Podem ser reprocessados várias vezes, mas obviamente, perdem propriedades a cada reciclagem podendo também degradar devido ao alto número de re-ciclos.
Comparados com os termofixos, têm estabilidade térmica e dimensional bem menor, mas possuem uma processabilidade muito mais fácil e econômica.

## Histórico

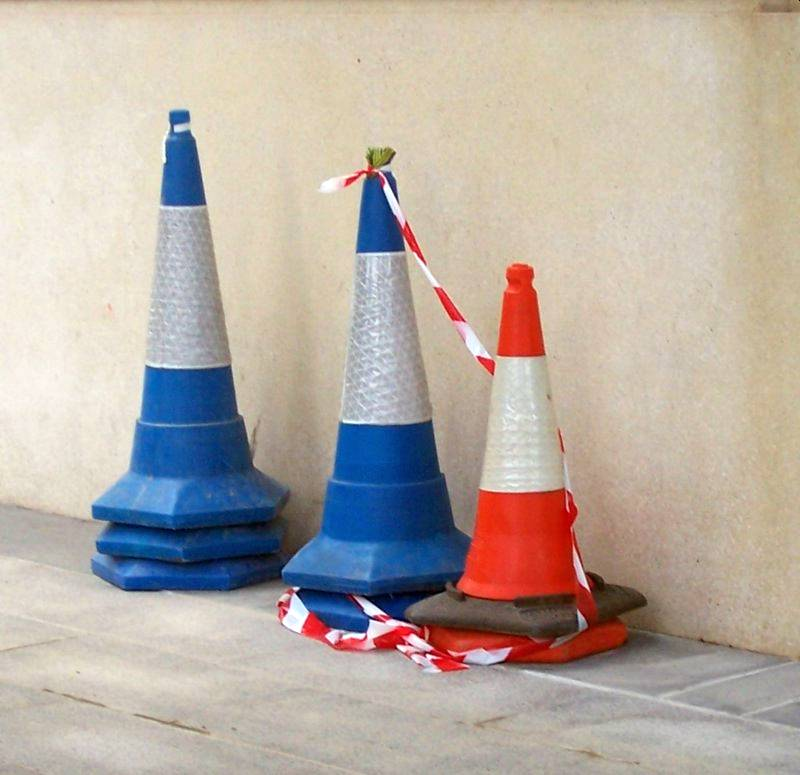
Cones de termoplástico

Os primeiros usos dos termoplásticos datam ainda do século XIX. Em 1838, o francês Victor Regnault descobre a polimerização do Policloreto de Vinila (PVC) através da luz solar. Em 1860, Alexander Parkers cria a celulóide, que viria a ser utilizada em substituição ao marfim para dentistas e também para a indústria cinematográfica.
O termoplástico já veio sendo usado na indústria de gravação como shellac - um termoplástico natural usado na produção de discos gramofones (disco de vinil plano) no início do Século XX.

## Utilização
Por ser de fácil fabricação e manuseio, este material é um dos mais acessíveis, possuindo amplo uso em peças do dia a dia como displays, chaveiros, expositores de produtos e etc. Com o advento do corte a laser e dobras precisas de equipamentos modernos, cada vez mais o termoplástico é escolhido como opção principal.